# Edgar Pons
Edgar Pons Ramón (Barcelona, España, 16 de junio de 1995) es un piloto de motociclismo español que participa en la categoría de Moto2, en el marco del FIM CEV Repsol con el Baiko Racing Team (antes AGR Team).

## Resultados

### FIM CEV Moto2 European Championship

#### Por temporada
| Temp. | Moto  | Equipo                             | Carreras | Victorias | Podios | Poles | V.Rap | Pts. | Pos. |
| ----- | ----- | ---------------------------------- | -------- | --------- | ------ | ----- | ----- | ---- | ---- |
| 2013  | Kalex | Pons Racing                        | 9        | 0         | 0      | 0     | 0     | 42   | 10.º |
| 2014  | Kalex | Pons Racing                        | 10       | 2         | 5      | 0     | 1     | 142  | 3.º  |
| 2015  | Kalex | Páginas Amarillas HP40 Junior Team | 11       | 5         | 11     | 3     | 6     | 237  | 1.º  |
| 2019  | Kalex | Baiko Racing Team                  | 11       | 7         | 9      | 5     | 6     | 221  | 1.º  |
| Total |       |                                    | 41       | 14        | 25     | 8     | 13    | 642  |      |

#### Carreras por año
(Carreras en negrita indica pole position, carreras en cursiva indica vuelta rápida)
| Temp. | 1      | 2     | 3       | 4       | 5      | 6     | 7      | 8      | 9     | 10      | 11    | Pos. | Pts. |
| ----- | ------ | ----- | ------- | ------- | ------ | ----- | ------ | ------ | ----- | ------- | ----- | ---- | ---- |
| 2013  | CAT 11 | ARA 7 | ARA 11  | ALB Ret | ALB 12 | NAV 9 | NAV 13 | VAL 15 | JER 8 |         |       | 10.º | 42   |
| 2014  | JER 1  | ARA 5 | ARA Ret | CAT 7   | ALB 6  | NAV 2 | NAV 6  | ALG 3  | ALG 1 | VAL 3   |       | 3.º  | 142  |
| 2015  | ALG 1  | ALG 2 | CAT 1   | ARA 1   | ARA 1  | ALB 2 | NAV 2  | NAV 1  | JER 3 | VAL 2   | VAL 2 | 1.º  | 237  |
| 2019  | EST 2  | EST 3 | VAL 1   | CAT 1   | CAT 1  | ARA 6 | ARA 1  | JER 1  | ALB 1 | ALB Ret | VAL 1 | 1.º  | 221  |

### Campeonato del Mundo de Motociclismo
Sistema de puntuación de 1993 hasta 2022:
| Posición | 1.º | 2.º | 3.º | 4.º | 5.º | 6.º | 7.º | 8.º | 9.º | 10.º | 11.º | 12.º | 13.º | 14.º | 15.º |
| Puntos   | 25  | 20  | 16  | 13  | 11  | 10  | 9   | 8   | 7   | 6    | 5    | 4    | 3    | 2    | 1    |

#### Por temporada
| Temp. | Cat.  | Moto     | Equipo                    | Carreras | Victorias | Podios | Poles | V.Rap | Pts. | Pos. |
| ----- | ----- | -------- | ------------------------- | -------- | --------- | ------ | ----- | ----- | ---- | ---- |
| 2014  | Moto2 | Kalex    | Pons HP 40                | 1        | 0         | 0      | 0     | 0     | 0    | NC   |
| 2015  | Moto2 | Kalex    | Páginas Amarillas HP 40   | 8        | 0         | 0      | 0     | 0     | 0    | NC   |
| 2015  | Moto2 | Kalex    | Italtrans Racing Team     | 8        | 0         | 0      | 0     | 0     | 0    | NC   |
| 2016  | Moto2 | Kalex    | Páginas Amarillas HP 40   | 14       | 0         | 0      | 0     | 0     | 4    | 31.º |
| 2017  | Moto2 | Kalex    | Pons HP40                 | 18       | 0         | 0      | 0     | 0     | 2    | 34.º |
| 2018  | Moto2 | Kalex    | AGR Team                  | 2        | 0         | 0      | 0     | 0     | 1    | 31.º |
| 2018  | Moto2 | Speed Up | Speed Up Racing           | 4        | 0         | 0      | 0     | 0     | 1    | 31.º |
| 2020  | Moto2 | Kalex    | Federal Oil Gresini Moto2 | 15       | 0         | 0      | 0     | 0     | 5    | 26.º |
| Total |       |          |                           | 62       | 0         | 0      | 0     | 0     | 12   |      |

- * Temporada en curso.

#### Carreras por año
(Carreras en negrita indica pole position, carreras en cursiva indica vuelta rápida)
| Año  | Cat.  | Moto     | 1       | 2       | 3       | 4       | 5      | 6      | 7      | 8      | 9      | 10     | 11     | 12     | 13      | 14      | 15     | 16      | 17     | 18      | 19  | Pos. | Pts. |
| ---- | ----- | -------- | ------- | ------- | ------- | ------- | ------ | ------ | ------ | ------ | ------ | ------ | ------ | ------ | ------- | ------- | ------ | ------- | ------ | ------- | --- | ---- | ---- |
| 2014 | Moto2 | Kalex    | QAT     | AME     | ARG     | ESP 25  | FRA    | ITA    | CAT    | NED    | GER    | IND    | CZE    | GBR    | RSM     | ARA     | JPN    | AUS     | MAL    | VAL     |     | NC   | 0    |
| 2015 | Moto2 | Kalex    | QAT     | AME     | ARG     | ESP 19  | FRA    | ITA    | CAT 17 | NED    | GER    | IND    | CZE 22 | GBR    | RSM     | ARA Ret | JPN 19 | AUS 22  | MAL 20 | VAL Ret |     | NC   | 0    |
| 2016 | Moto2 | Kalex    | QAT Ret | ARG DNS | AME     | ESP DNS | FRA    | ITA 23 | CAT 17 | NED 23 | GER 14 | AUT 20 | CZE 20 | GBR 23 | RSM Ret | ARA 24  | JPN 16 | AUS 14  | MAL 19 | VAL 19  |     | 31.º | 4    |
| 2017 | Moto2 | Kalex    | QAT 26  | ARG 16  | AME Ret | ESP 17  | FRA 25 | ITA 20 | CAT 22 | NED 24 | GER 19 | CZE 28 | AUT 14 | GBR 22 | RSM Ret | ARA 17  | JPN 27 | AUS Ret | MAL 16 | VAL 20  |     | 34.º | 2    |
| 2018 | Moto2 | Kalex    | QAT     | ARG     | AME     | SPA     | FRA    | ITA    | CAT 16 | NED    | GER    | CZE    | AUT    | GBR    | RSM     | ARA 17  |        |         |        |         |     | 31.º | 1    |
| 2018 | Moto2 | Speed Up |         |         |         |         |        |        |        |        |        |        |        |        |         |         | THA 19 | JPN 23  | AUS 15 | MAL 20  | VAL | 31.º | 1    |

- * Temporada en curso.